# Danziger Senioren-Convent
Der Danziger Senioren-Convent war der Senioren-Convent der Corps im Weinheimer Senioren-Convent an der Technischen Hochschule Danzig. Er bestand nur 31 Jahre, war aber der einzige in Westpreußen und in der Freien Stadt Danzig.

## Geschichte
Die TH Danzig wurde 1904 gegründet. Nachdem drei Hannoveraner Sachsen am 18. Oktober das Corps Saxonia Danzig gestiftet und vier Karlsruher Friesen am 2. Mai 1905 die alte Karlsruher Landsmannschaft Baltica als Corps Baltica Danzig rekonstituiert hatten, traten Saxonia und Baltica am 4. Mai 1905 zum SC zu Danzig zusammen. 

### Borussia
Am 30. Oktober 1906 wurde Borussia in den SC aufgenommen. Nach dem Kaiserkommers 1910 im Deutschen Haus von einem Angehörigen der Turnerschaft Cimbria beleidigt, schickte sie keine Paukantenliste für eine PP-Suite, wie es nach dem SC-Comment selbstverständlich gewesen wäre. Deshalb am 16. Juni 1910 in Verruf gesteckt, musste sie am 25. Juni 1910 suspendieren. Sie konnte erst nach dem Ersten Weltkrieg rekonstituieren. 

### Saxonia
Den zweiten Rückschlag erlebte der SC, als Saxonia am 2. April 1912 von der Hochschule für ein Jahr suspendiert wurde. Grund dafür war, dass ein aktiver Sachse einem Kommilitonen, der ihn in einem Schreiben beleidigt hatte, eine schwere Säbelforderung geschickt und ihn vor dem Zusammentritt des Ehrengerichts tätlich angegangen hatte. Der Vorfall fand in den folgenden Wochen ein breites Echo in der Danziger Presse. Saxonia konnte sich von diesem Ereignis nicht erholen, blieb suspendiert und verschmolz am 27. Februar 1922 mit ihrem Muttercorps Saxonia Hannover. Nach Weinheimer Verständnis hörte der SC durch Saxonias Suspension auf zu bestehen.

### Baltica
Baltica war bis zur kriegsbedingten Suspension zu Beginn des Wintersemesters 1914/15 einziges Corps in Danzig. Sie rekonstituierte als erstes Corps nach dem Ersten Weltkrieg am 31. Mai 1919. Nach Borussias Rekonstitution am 16. Januar 1922 konnten beide Corps wieder zu einem SC zusammentreten. 

### Cheruscia
Am 17. Juli 1925 wurde von drei WSC-Angehörigen das Corps Cheruscia gestiftet, das die ehemaligen Angehörigen der Verbindung Rothenburg aufnahm. Der SC bestand nunmehr wieder aus drei Corps. Unter dem Druck der Gleichschaltung in der Zeit des Nationalsozialismus suspendierte Cheruskia Ende Oktober/Anfang November 1935, Borussia am 27. Oktober 1935 und Baltica am 2. November 1935. 

### Baltica-Borussia
Baltica und Borussia verschmolzen am 23. Mai 1952 zum Corps Baltica-Borussia, das am 12. September 1952 in Hannover rekonstituierte. Cheruskia ging 1938 durch Verschmelzungen der Altherrenschaften im Corps Cheruskia Karlsruhe auf.